# Az Oroszlán őrség
Az Oroszlán őrség (17. részig) / A Büszke Birtok oroszlán őrsége (18. résztől) (eredeti cím: The Lion Guard) 2015-től 2019-ig futott amerikai televíziós 2D-s számítógépes animációs sorozat, amely a Disney által készített 1994-es Az oroszlánkirály című rajzfilmen alapszik. A tévéfilmsorozat a Disney Television Animation és a Mercury Filmworks gyártásában készült. Műfaja zenés kalandfilmsorozat. Az első adás, amely egy pilot epizód volt, aminek A Büszke Birtok oroszlán őrsége: Kion üvöltése volt a címe.
A pilot epizódot 2015. november 22-én mutatták be az amerikai Disney Channelön. Magyarországon 2016. március 26-án mutatták be a Disney Channelön és a Disney Junioron. Az első évadot 2016. január 15-én  mutatták be Amerikában, amíg Magyarországon 2016. április 18-án a Disney Jr.on.
2016 márciusában bejelentették, hogy a sorozatot megújítják egy második évadért.
2017 márciusában bejelentették, hogy terveznek egy harmadik évadot is.

## Ismertető
A sorozat középpontjában Simba és Nala fia, Kiara öccse, Kion áll. Ő válik Büszke Birtok Oroszlán Őrségének vezetőjévé, amely egy csapat, aminek tagjai megvédik Büszke Birtokot a tűzszellemként visszatérő Zordontól. 
Kion barátaival, Bungával a méhészborzzal, Beshtével a vízilóval, Fulival a gepárddal és Onóval a kócsaggal harcolnak Janja hiéna klánjával és a tűzszellemként visszatérő Zordonnal, aki másodszor is legyőznek - immár véglegesen felszabadulhatott Büszke Birtok vadállatai a gonosz zsarnoktól és persze annak párjától, a Zord-földi oroszlánfalka gonosz vezetőjétől, Zirától.

## Szereplők

### Az oroszlán őrség
| Szereplő | Eredeti hang                       | Magyar hang                                       |
| -------- | ---------------------------------- | ------------------------------------------------- |
| Kion     | Max Charles                        | Nagy Gereben (1. évad) Draskóczy Balázs (2. évad) |
| Kion     | Aaron Daniel Jacob (ének, 3. évad) | Ács Balázs (ének)                                 |
| Kion     | Aaron Daniel Jacob (ének, 3. évad) | Csányi Áron (3x01a, 3. évad)                      |
| Kion     | Aaron Daniel Jacob (ének, 3. évad) | Czető Ádám (3x01b)                                |
| Fuli     | Diamond White                      | Károlyi Lili                                      |
| Ono      | Atticus Shaffer                    | Czető Roland                                      |
| Beste    | Dusan Brown                        | Baráth István Varga Szabolcs (ének)               |
| Bunga    | Joshua Rush                        | Berecz Kristóf Uwe                                |
| Anga     | Bryana Salaz (3. évad)             | Faluvégi Fanni                                    |

### Az oroszlánkirály szereplői
| Szereplő | Eredeti hang                    | Magyar hang                        |
| -------- | ------------------------------- | ---------------------------------- |
| Simba    | Rob Lowe                        | Stohl András                       |
| Nala     | Gabrielle Union                 | Bertalan Ágnes                     |
| Kiara    | Eden Riegel                     | Czető Zsanett                      |
| Timon    | Kevin Schon                     | Vincze Gábor Péter                 |
| Pumbaa   | Ernie Sabella                   | Melis Gábor                        |
| Rafiki   | Khary Payton                    | Barbinek Péter Varga Miklós (ének) |
| Zazu     | Jeff Bennett                    | Tarján Péter                       |
| Mufasa   | James Earl Jones (1. hang)      | Vass Gábor                         |
| Mufasa   | Gary Anthony Williams (2. hang) | Vass Gábor                         |
| Zordon   | David Oyelowo                   | Borbiczki Ferenc                   |
| Zira     | Nika Futterman                  | Peller Anna                        |
| Vitani   | Lacey Chabert                   | Gyöngy Zsuzsa                      |
| Kovu     | Jason Marsden                   | Dékány Barbanás                    |
| Nuka     | Andy Dick                       | Orosz Ákos                         |

### Mellékszereplők
| Szereplő            | Eredeti hang                                     | Magyar hang                                                                  |
| ------------------- | ------------------------------------------------ | ---------------------------------------------------------------------------- |
| Janja               | Andrew Kishino                                   | Varga Rókus                                                                  |
| Chungu              | Kevin Schon                                      | Fekete Zoltán                                                                |
| Cheezi              | Vargus Mason                                     | Markovics Tamás                                                              |
| Tiifu               | Sarah Hyland (1. évad)                           | Laudon Andrea                                                                |
| Tiifu               | Bailey Gambertoglio (2-3. évad)                  | Laudon Andrea                                                                |
| Zuri                | Madison Pettis                                   | Pekár Adrienn                                                                |
| Mzingo              | Greg Ellis                                       | Kassai Károly                                                                |
| Mwoga               | Cam Clarke                                       | Szokol Péter                                                                 |
| Makuu               | Blair Underwood                                  | Bognár Tamás                                                                 |
| Basi                | Kevin Michael Richardson                         | Dézsy Szabó Gábor                                                            |
| Jasiri              | Maia Mitchell                                    | Csifó Dorina                                                                 |
| Madoa               | Maisie Klompus                                   | Bognár Anna Vadász Bea (2x24)                                                |
| Thurston            | Kevin Schon                                      | Tokaji Csaba                                                                 |
| Mbeya               | Howy Parkins                                     | Fehér Péter                                                                  |
| Főmajom             | Dee Bradley Baker                                | Pálfalvy Attila (1. évad) Vida Péter (2. évad)                               |
| Ma Tembo            | Lynette Dupree                                   | Csonka Anikó                                                                 |
| ReiRei              | Ana Gasteyer                                     | Nádasi Veronika                                                              |
| GoiGoi              | Phil LaMarr                                      | Láng Balázs                                                                  |
| Mongúz              | Phil LaMarr                                      | Szentirmai Zsolt                                                             |
| Dogo                | Jacob Guenther                                   | Pál Dániel Máté                                                              |
| Mtoto               | Natalie Coughlin (1x03)                          | Hermann Lilla (1x03)                                                         |
| Mtoto               | Justin Felbinger                                 | Gerő Botond                                                                  |
| Zito                | Nick Watt                                        | Molnár Kristóf (1-2. évad) Szrna Krisztián (3. évad)                         |
| Makini              | Landry Bender                                    | Andrádi Zsanett                                                              |
| Ushari              | Christian Slater                                 | Szabó Andor (1. évad) Fesztbaum Béla (2-3. évad)                             |
| Laini               | Meghan Strange                                   | Kiss Virág                                                                   |
| Shupavu             | Meghan Strange                                   | Laurinyecz Réka                                                              |
| Bupu                | Michael Dorn                                     | Barabás Kiss Zoltán                                                          |
| Twiga               | Alex Cartana                                     | Janza Kata                                                                   |
| Mbuni               | Russi Taylor                                     | Szabó Zselyke                                                                |
| Muhangus            | Khary Payton                                     | Juhász Zoltán                                                                |
| Muhanga             | Russi Taylor (1. hang) Virginia Watson (2. hang) | Szőlőskei Tímea                                                              |
| Vuruga Vuruga       | Virginia Watson                                  | Grúber Zita                                                                  |
| Mtoto mamája        | Virginia Watson                                  | Orosz Anna                                                                   |
| Makucha             | Steven Blum                                      | Papucsek Vilmos                                                              |
| Tumbili             | Ace Gibson                                       | Papucsek Vilmos                                                              |
| Kijana              | Amber Hood                                       | Bartus Emese                                                                 |
| Kiburi              | Common                                           | Horváth-Töreki Gergely (2x06, 17, 23, 25) Pataki Ferenc (2x15, 19, 26, 3x01) |
| Tamka               | Nolan North                                      | Kapácsy Miklós Szrna Krisztián (2x15, 3x01)                                  |
| Njano               | Ford Riley                                       | Pálmai Szabolcs                                                              |
| Víziló lányok       | N/A                                              | Györke Laura Gyarmati Laura Szűcs Anna Viola                                 |
| Pua                 | Gerald C. Rivers                                 | Bolla Róbert                                                                 |
| Kwato               | Lyons Luke Mathias                               | Boldog Emese                                                                 |
| Gumba               | Jacquez Swanigan                                 | Straub Martin                                                                |
| Kambuni             | Mckenna Grace                                    | Szűcs Anna Viola                                                             |
| Sakálkölykök        | Jacob Guenther                                   | Gerge                                                                        |
| Tamaa               | C.J. Byrnes                                      | Bardóczy Attila                                                              |
| Szavannanyúl        | Kari Wahlgren                                    | Lipcsey-Colini Borbála                                                       |
| Muhimu              | Kari Wahlgren                                    | Németh Kriszta                                                               |
| Kicsi orrszarvú     | Kari Wahlgren                                    | Draskóczy Balázs (1. évad) ? (2. évad)                                       |
| Kicsi földimalac    | Kari Wahlgren                                    | Kilin Bertalan                                                               |
| Swala               | Tunisia Hardison                                 | Erdős Borcsa                                                                 |
| Ajabu               | Ron Funches                                      | Rába Roland                                                                  |
| Haya                | Ogie Banks                                       | Karácsonyi Zoltán                                                            |
| Mjomba              | Charles Adler                                    | Koncz István                                                                 |
| Ogopa               | Marieve Herington                                | Farkasházi Réka                                                              |
| Badili              | Jack McBrayer                                    | Rajkai Zoltán                                                                |
| Mapigano            | Jorge Diaz                                       | Megyeri János                                                                |
| Tupp                | Amir Talai                                       | Megyeri János                                                                |
| Seisou              | Greg Chun                                        | Megyeri János                                                                |
| Nduli               | Greg Chun                                        | Szabó Andor                                                                  |
| Pocoknyúl           | Ford Riley                                       | Szabó Andor                                                                  |
| Tano                | Dee Bradley Baker                                | Szabó Andor                                                                  |
| Krokodil #2         | Dee Bradley Baker                                | Sörös Miklós                                                                 |
| Nne                 | Beau Black                                       | Sánta László                                                                 |
| Hodari              | Justin Hires                                     | Sánta László                                                                 |
| Petymeg             | Jessica DiCicco                                  | Pintér Mónika                                                                |
| Nőstényoroszlán #1  | Erica Luttrell                                   | Mohácsi Nóra                                                                 |
| Boboka              | Erica Luttrell                                   | Szakál-Szűcs Kata                                                            |
| Madárlány           | Erica Luttrell                                   | Filep-Papp Nikolett                                                          |
| Kócsag #1           | Cam Clarke                                       | Bergendi Áron                                                                |
| Sokwe               | John Rhys-Davies                                 | Bartók László                                                                |
| Majinuni            | Dan Howell                                       | Ágoston Péter                                                                |
| Hafifu              | Phil Lester                                      | Pavletits Béla                                                               |
| Hadithi             | John O’Hurley                                    | Bognár Zsolt                                                                 |
| Kifaru              | Maurice LaMarche                                 | Petridisz Hrisztosz                                                          |
| Mwenzi              | Rhys Darby                                       | Bodrogi Attila                                                               |
| Shingo              | Phil LaMarr                                      | Bodrogi Attila                                                               |
| Fahari              | Nolan North                                      | Bodrogi Attila                                                               |
| Krud'dha            | Nolan North                                      | Bodrogi Attila                                                               |
| Tafu                | Christopher Willis                               | Bodrogi Attila                                                               |
| Bambun              | Matthew Yang King                                | Bodrogi Attila                                                               |
| Hamu, Muhimu fia    | Lyons Luke Mathias                               | Vida Bálint                                                                  |
| Juhudi, Twiga lánya | Ivy Bishop                                       | Györke Léna                                                                  |
| Uroho               | Sinbad                                           | Orosz Ákos                                                                   |
| Kulinda             | Elise Allen                                      | Mics Ildikó                                                                  |
| Mpishi              | Carla Hall                                       | Sági Tímea                                                                   |
| Flamingó #1         | Anndi McAfee                                     | Sági Tímea                                                                   |
| Lúd mama            | Mallory Low                                      | Sági Tímea                                                                   |
| Furaha              | Mekai Curtis                                     | [[Bogdán Gergő]]                                                             |
| Chama               | Jacob Bertrand                                   | Miller Dávid                                                                 |
| Mzaha               | Cade Sutton                                      | Czető Ádám                                                                   |
| Kenge               | Kristofer Hivju                                  | Schneider Zoltán                                                             |
| Dhahabu             | Renée Elise Goldsberry                           | Tóth Andi                                                                    |
| Starehe             | Raini Rodriguez                                  | Csuha Borbála                                                                |
| Rani                | Peyton Elizabeth Lee                             | Csuha Borbála                                                                |
| Raha                | Rico Rodriguez                                   | Barkóczi Sándor                                                              |
| Sumu                | Ford Riley                                       | Orosz Gergely                                                                |
| Tsah                | David S. Jung                                    | Orosz Gergely                                                                |
| Kongwe              | CCH Pounder                                      | Kovács Nóra                                                                  |
| Kinyonga            | Meghan Strange                                   | Kokas Piroska                                                                |
| Yuki                | J. Elaine Marcos                                 | Kokas Piroska                                                                |
| Sasem               | G. K. Bowes                                      | Kokas Piroska                                                                |
| Kuchimba            | A.J. McLean                                      | Szemenyei János                                                              |
| Pinguino            | Jaime Camil                                      | Szemenyei János                                                              |
| Shujaa              | Christopher Jackson                              | György-Rózsa Sándor                                                          |
| Kitendo             | Christopher Jackson                              | Sándor Péter                                                                 |
| Jiona               | Ace Gibson                                       | Kisfalusi Lehel                                                              |
| Yun Mibu            | Jason LaShea                                     | Kisfalusi Lehel                                                              |
| Hitashi             | Andrew Kishino                                   | Fellegi Lénárd                                                               |
| Kimyo               | Ai-Chan Carrier                                  | Engel-Iván Lili                                                              |
| Nabasu              | Evan Kishiyama                                   | ?                                                                            |
| Chuluun             | Kimiko Glenn                                     | Mezei Kitty                                                                  |
| Domog               | Clyde Kusatsu                                    | Csuha Lajos                                                                  |
| Dughi               | Matthew Yang King                                | Rada Bálint                                                                  |
| Pufók vörös panda   | Matthew Yang King                                | Bordás János                                                                 |
| Kiril               | Danny Jacobs                                     | Bordás János                                                                 |
| Kely                | David S. Jung                                    | Bordás János                                                                 |
| Pagala              | Eric Bauza                                       | Király Adrián                                                                |
| Ora                 | Andrew Kishino                                   | Orbán Gábor                                                                  |
| Lumba-Lumba         | Tania Gunadi                                     | Nándorfi Krisztina                                                           |
| Öreg cibet          | Matthew Yang King                                | Szersén Gyula                                                                |
| Fikiri              | Heather Headley                                  | Füredi Nikolett                                                              |
| Azaad               | Behzad Dabu                                      | Seszták Szabolcs                                                             |
| Tenuk               | Yuki Matsuzaki                                   | Seszták Szabolcs                                                             |
| Flamingó #2         | Sarah Grace Wright                               | Göbölös Krisztina                                                            |
| Binturong Mama      | Rachel House                                     | Papadimitriu Athina                                                          |
| Smun                | James Sie                                        | Seder Gábor                                                                  |
| Páva vezér          | Greg Chun                                        | Seder Gábor                                                                  |
| Tompok              | Johnny Yong Bosch                                | Magyar Bálint                                                                |
| Ullu                | Vyvan Pham                                       | F. Nagy Eszter                                                               |
| Janna               | Sohre Ágdáslu                                    | Halász Aranka                                                                |
| Baliyo              | Hudson Yang                                      | Moser Károly                                                                 |
| Surak               | Lou Diamond Phillips                             | Varga Gábor                                                                  |
| Nirmala             | Miki Yamashita                                   | Náray Erika                                                                  |
| Sahasi              | James Sie                                        | Katona Zoltán                                                                |
| Ananda              | Grace Young                                      | Bálint Andrienn                                                              |
| Binga               | Fiona Riley                                      | Hermann Lilla                                                                |
| Tangaagim           | Rafael Petardi                                   | Bácskai János                                                                |
| Cek                 | Jeremy Ray Valdez                                | Németh Attila István                                                         |
| Nőstény gazella     | N/A                                              | Galotti Barbara                                                              |
| Rama                | Tiffany Espensen                                 | Galotti Barbara                                                              |
| Heng-Heng           | Tiffany Espensen                                 | Simonyi Réka                                                                 |
| Astuto              | Meghan Strange                                   | Göbölös Krisztina (1. hang) Márta Éva (2. hang)                              |
| Varya               | Iris Bahr                                        | Pap Katalin                                                                  |
| Feliks              | Henry Kaufman                                    | Gáll Dávid                                                                   |
| Pasha               | Bluebelle Saraceno                               | Nagy Míra                                                                    |
| Polina              | Bluebelle Saraceno                               | Nagy Szonja                                                                  |
| Askari              | Michael Luwoye                                   | Zöld Csaba                                                                   |

## Évados áttekintés
| Évad             | Évad     | Epizódok | Eredeti sugárzás   | Eredeti sugárzás   | Magyar sugárzás     | Magyar sugárzás     | Magyar sugárzás |
| Évad             | Évad     | Epizódok | Évadpremier        | Évadfinálé         | Évadpremier         | Évadfinálé          | Adó             |
| ---------------- | -------- | -------- | ------------------ | ------------------ | ------------------- | ------------------- | --------------- |
|                  | bevezető | bevezető | 2015. november 22. | 2015. november 22. | 2016. március 27.   | 2016. március 27.   | Disney Junior   |
| Disney Channel   | bevezető | bevezető | 2015. november 22. | 2015. november 22. | 2016. március 27.   | 2016. március 27.   |                 |
|                  | 1        | 26       | 2016. január 15.   | 2017. április 20.  | 2016. április 18.   | 2017. augusztus 20. | Disney Jr.      |
| 2016. június 27. | 1        | 26       | 2016. január 15.   | 2017. április 20.  | 2017. szeptember 1. | Disney Channel      |                 |
|                  | 2        | 29       | 2017. július 7.    | 2019. április 22.  | 2019. február 10.   | 2019. június 16.    | M2              |
|                  | 3        | 19       | 2019. augusztus 3. | 2019. november 3.  | 2020. december 28.  | 2021. január 24.    | M2              |